# Tho bọ
Tho bọ hay còn gọi là lạc tiên thái hay nhãn lồng Thái Lan (tên Latin: Passiflora octandra Gagnep hay Passiflora siamica Craib) là một loại cây dây leo thuộc họ Lạc tiên thường phân bố ở nhiều nơi, xuất hiện nhiều ở những vùng rừng xanh tốt, có quả của cây tho bọ có lớp vỏ ngoài màu tím quả tròn mọng, chín đỏ như quả nho, ăn vào thấy thơm ngon, trong quả tho bọ có chứa chất độc cyanur, hàm lượng khoảng 450–500 mg/kg khi ăn vào có thể bị ngộ độc dẫn đến tử vong.
Ở Việt Nam đã có trường hợp phải nhập viện hàng loạt vì ăn loại quả của câu Tho bọ với các triệu chứng như các triệu chứng: nôn mửa, đau bụng quằn quại, đau đầu, chóng mặt, sốt, co giật, hôn mê… thậm chí hôn mê sâu, ngừng thở và tử vong. Các cơ quan chức năng nước này đã có khuyến cáo không nên ăn loại quả này.